# 磁鉄鉱
磁鉄鉱（じてっこう、英: magnetite、マグネタイト）は、鉄の酸化鉱物の一種。化学組成はFeFe3+2O4（四酸化三鉄）、結晶系は等軸晶系。スピネルグループの鉱物。

## 産出地
火成岩中にごく普通に含まれる、造岩鉱物の一種である。
主要産地はインド、オーストラリア、ロシア、イラン、中国、チリ、ペルー、カナダ、アメリカ合衆国（タコナイト）、アフリカ。
人体にも微量ながら存在する。

## 性質・特徴
黒色で金属光沢がある。結晶は正八面体をしている。比重は5.2。モース硬度は5.5 - 6.5。
強い磁性を持っているのが特徴で、磁鉄鉱そのものが天然の磁石になっている場合もある。

## 用途・加工法
鉄の重要な鉱石鉱物。砂鉄や餅鉄として自然に採取される磁鉄鉱は、かつてたたら製鉄の原料として盛んに利用された。
基本的に全世界どこでも採取できるが、大半は低品位であり、商業用に使用するには不純物を取り除く選鉱処理が必要。
中医学では、毒性のある辰砂の代用として、鎮静・催眠のために用いられる。